# Pseuduvaria luzonensis
Pseuduvaria luzonensis är en kirimojaväxtart som först beskrevs av Elmer Drew Merrill, och fick sitt nu gällande namn av Yvonne C.F. Su och Richard M.K. Saunders. Pseuduvaria luzonensis ingår i släktet Pseuduvaria och familjen kirimojaväxter. Inga underarter finns listade i Catalogue of Life.